# البنك المركزي البهامي
البنك المركزي لجزر البهاما أو البنك المركزي البهامي هو البنك المركزي لجزر البهاما، ومقره العاصمة ناساو.
أسس البنك في الأول من يونيو/حزيران عام 1974، إلا أن أصوله تعود إلى مجلس العملة الذي تأسس عام 1919. يتولى البنك إدارة السياسة النقدية والإشراف على القطاع المالي في جزر البهاما بطريقة مستقلة.
البنك المركزي البهامي هو المسؤول عن إصدار الدولار البهامي.